# 朱振中 (1946年)
朱振中（1946年—），汉族，广东新会人，中华人民共和国政治人物，中国共产党党员，广州市政协原主席，第十一届全国政协委员。

## 生平
2008年，当选第十一届全国政协委员，代表特别邀请人士，分入第五十八组。